# Владислав Тачановський
Владислав Тачановський (пол. Władysław Taczanowski; 1 березня 1819, Яблонна коло Любліна — 17 січня 1890, Варшава) — польський зоолог і колекціонер.

## Біографія

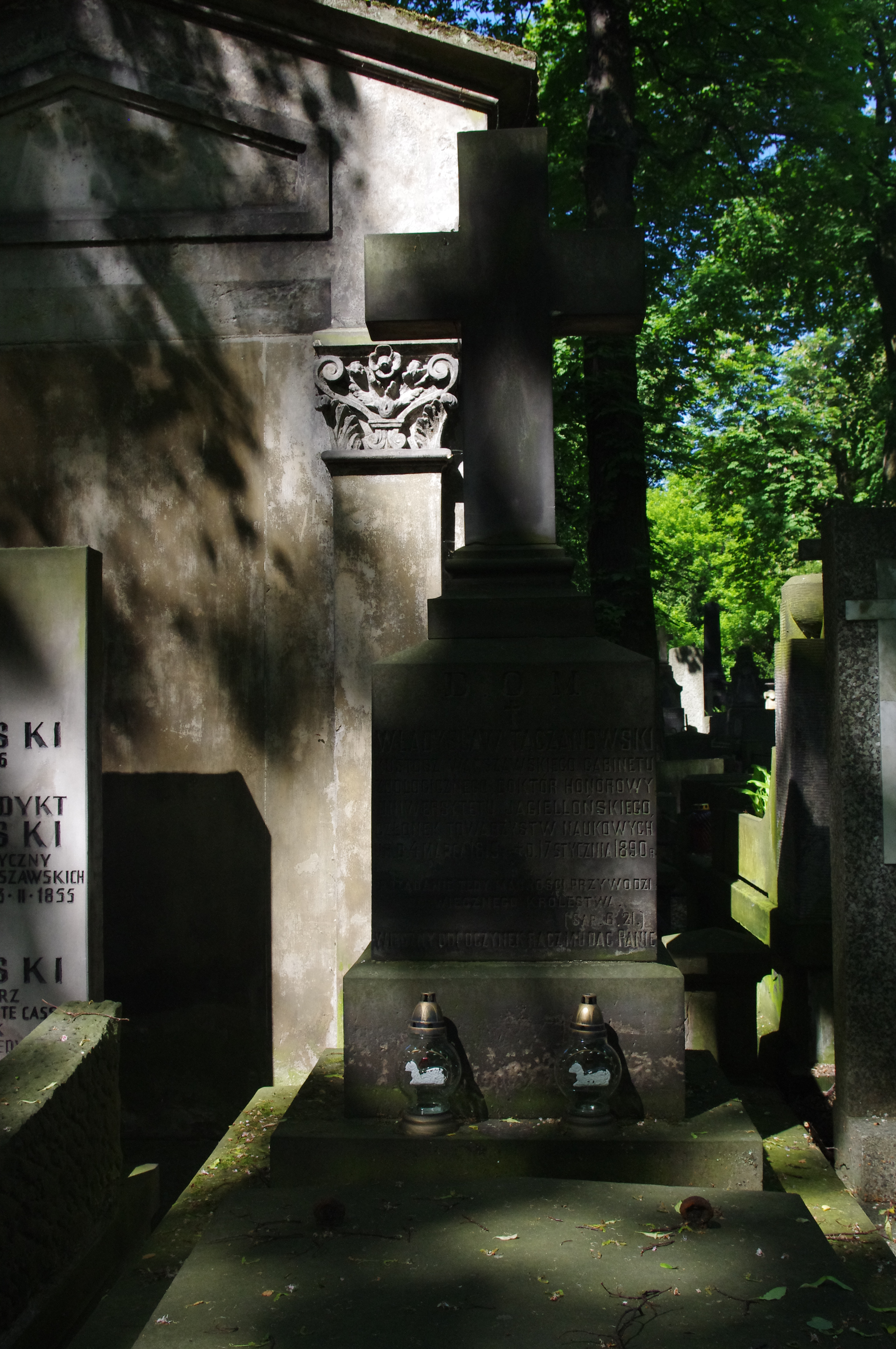
Могила Владислава Тачановського (Повонзківський цвинтарі у Варшаві)

Владислав Тачановський походив зі старовинного великопольського шляхетського роду Тачановських. В дитинстві він навчався у Люблінській гімназії, яку закінчив у 1383 році. У зв'язку з політичними обставинами Владиславу був закритий доступ до університету, і тому його довелося отримувати наукові знання самостійно. В маєтку свого батька, Казимира Тачановського (1789-1839), він навчився полювати. Після його смерті він управляв батьківським маєтком до 1859 року, після чого продав його. В цьому ж році радомський губернатор найняв його на державну службу з метою збору колекції фауни Радомської і Люблінської губерній. Після цього збір колекцій мав би продовжитися і в інших районах, однак від цієї ідеї відмовилися. В цей період Тачановський об'їхав всю територію Царства Польського з метою вивчення вітчизняної орнітофауни. Він витратив велику частину свої статків, щоб поповнити свою колекцію. Після її створення і організації Тачановський заповів її Зоологічному кабінету Варшавської головної школи (з 1869 року Імператорського Варшавського університету). У 1855 році він став ад'юнктом, а з 1862 року і до своєї смерті — керівником (після Фелікса Яроцького) і куратором Зоологічного кабінету.
В 1857 році Юзеф Мяновський відправив Тачановського в Париж для вивчення тамтешніх колекцій. Там він навчився таксидермії і незабаром зібрав значну орнітологічну і зоологічну колекцію. Коли у 1862 році після смерті Константи Тизенгауза була опублікована його колекція пташиних яєць, Тачановський працював над їх класифікацією.
Між 1866 і 1867 роками він подорожував до Алжиру разом з Константином (1824–1884) і Александром Браницькими (1821–1877), звідки привіз до музею багату природничу колекцію. Незабаром після повернення він отримав іншу колекцію, яку його друзі дитинства Бенедикт Дибовський (1833-1930) і Віктор Годлевський (1831–1900) привезли із сибірського заслання. Крім того, Тачановський отримав колекцію, зібрану Костянтином Єльським (1837–1896) і Яном Штольцманом (1854–1928) в Каєнні, Еквадорі і Перу на кошти графа Браницького. Єльський поселився в Каєнні у 1866 році і переїхав до Перу в 1871 році за намовлянням Браницького. Штольцман не послідував за ним до 1875 року і залишався в Перу до 1882 року. Через Тихоокеанську війну з Чилі він покинув країну і подорожував по Еквадору з 1883 по 1885 рік. Інші пожертвування музею Тачановського і його бібліотеці надходили від меценатів, зокрема від Єжи Вандаліна Мнішека (1824–1881) і Владислава Яна Ємануеля Любомирського (1824-1881).
Колекції дозволили Тачановському вести наукову роботу. Він написав важливі праці з авіфауни Польщі, Сибіру і Перу. Він був спеціалістом з орнітології, однак також опублікував інші важливі праці, зокрема про плазунів і павукоподібних. Його публікації виходили польською, російською, французькою і німецькою мовами. Німецькомовні статті друкувалися переважно в Journal für Ornithologie. У 1876 році Тачановський видав російською мовою працю «Критический обзор орнитологической фауны Восточной Сибири», яка також з'явилася у деяких франкомовних статтях в Bulletin de la Société zoologique de France. Він був співавтором двотомної праці «Ptaki krajowe», присвяченої птахам вітчизняної фауни. Найважливішою працею Тачановського була 4-томна праця «Ornithologie du Pérou», яка з'явилася між 1884 і 1886 роками. В 1889 році Ягеллонський університет присвоїв йому звання почесного доктора за заслуги перед наукою.
Тачановський був членом Санкт-Петербурзького товариства дослідників природи, Німецького товариства орнітологів, Зоологічного товариства Франції, віденського Зоологічно-ботанічного товариства, Лондонського зоологічного товариства і Американського орнітологічного товариства.

## Вшанування
На честь Владислава Тачановського було названо низку видів птахів, зокрема Locustella tacsanowskia, Cinclodes taczanowskii, Leptopogon taczanowskii, Thaumasius taczanowskii, Nothoprocta taczanowskii, Podiceps taczanowskii, Onychostruthus taczanowskii і Sicalis taczanowskii, а також багато підвидів. Крім того, на його честь було названо вид перетинчастокрилих комах Praia taczanowskii, вид павуків-тенетників Emertonella taczanowskii, рід павуків-колопрядів Taczanowskia, види риб Ladislavia taczanowskii, Sebastes taczanowskii, Chaetostoma taczanowskii і Astroblepus taczanowskii, вид змій Tropidophis taczanowskyi та два види гризунів Thomasomys taczanowskii і Cuniculus taczanowskii.

## Публікації
- "O ptakach drapieżnych w Królestwie Polskiém, pod wzgledem wpływu, jaki wywierają na gospodarstwo ogólne" (1860)
- "Oologia Ptakow Polskich, wystawiona na 170 tablicach: do których opisy uiozl" (1862)
- "Les Aranéides de la Guyane française" (1871)
- "Les Araneides de la Guyane française" (1873)
- "Description des oiseaux nouveaux de Pérou central" (1874)
- "Liste des Oiseaux recueillis par M. Constantin Jelskidans la partie centrale du Pérou occidental" (1874)
- "Verzeichniss der Vögel, welche durch die Herren Dybowski und Godlewski an der Ussurimündung gesammelt wurden" (1875)
- "Description d'une nouvelle espèces de Coq de bruyère" (1875)
- "Verzeichniss der Vögel, welche durch die Herren Dr. Dybowski und Godlewski im südlichen Ussuri-Lande, und namentlich an den Küsten des Japanischen Meeres unter 43˚ n. Br. gesammelt und beobachtet worden sind" (1876)
- "Критический обзор орнитологической фауны Восточной Сибири" (1876)
- "Revue critique de la faune ornithologique de la Siberie Orientale" (1877)
- "Liste des Vertébrés de Pologne" (1877)
- "Liste des Oiseaux recueillis au Nord da Perou par MM. Stolzmann et Jelski en 1878" (1879)
- "Liste des Oiseaux recueillis au Nord du Perou par M. Stolzmann pendant les derniers mois de 1878 et dans la premiere moitie de 1879" (1880)
- "Ptaki krajowe" (1882)
- "Ornithologie du Pérou" Band 1. (1884)
- "Ornithologie du Pérou" Band 2. (1884)
- "Ornithologie du Pérou" Band 3. (1886)
- "Ornithologie du Pérou" (1886)
- "Faune ornithologique de la Sibérie Orientale" (1891)
- "Faune ornithologique de la Sibérie Orientale" (1893)